# Komán Mihály
Komán Mihály (szlovákul: Michal Komán, ukránul: Михайло Михайлович Коман, Mihajlo Mihajlovics Koman, lengyelül: Mychajło Koman, oroszul: Михаил Михайлович Коман, Mihail Mihajlovics Koman) (Lubotény, Csehszlovákia, jelenleg Szlovákiához tartozik, 1928. április 1. – 2015. február 21.) csehszlovák, magyar, ukrán és szovjet csatár labdarúgó, és labdarúgóedző. Szovjet sportmester (1959) és ukrán érdemes labdarúgóedző (1961). Az ötvenes évek egyik legjobb ukrán labdarúgója és egyike azoknak a játékosoknak, akiket Kárpátaljáról, illetve és II. világháború utáni Dinamo Kijevből az elsők között felvettek a ’’33 legjobb szovjet labdarúgó’’ listájára és meghívták az ukrán és szovjet válogatott-csapatba is. Nyolcszoros szovjet bajnok és hétszeres országos kupagyőztes.

## Pályafutása

### Játékosként
A felvidéki Eperjes melletti Lubotény kisvárosban született, de 1934-ben családjával együtt a kárpátaljai Nagyszőlősre költözött és ott iratkozott be a helyi ukrán nyelvű népiskolába. Első edzőjének Suszter Gézát tartja, aki őt, mint negyedik osztályos tanulót és iskolatársait elkezdte beavatni a labdarúgás rejtelmeibe. Középiskolai tanulmányait a Nagyszőlősi gépészeti technikumban folytatta és már akkor, 16 évesen bekerült a tanintézet, majd a varos válogatottjába. 1945-ben ez a csapat az ő részvételével fölényesen megnyerte a megyei bajnokságot. A pályafutását a Kárpátalja labdarúgó-bajnokságában részt vevő Partizán (Nagyszőlős) és az SK Rusj (Bustyaháza) csapatokban folytatta, 1948-ban pedig bekerült az Szpartak Uszgorod-ba. Ez a csapat azt megelőzően szerezte meg az első ukrajnai bajnoki címet (1946) és bejutott szovjet kupasorozat negyeddöntőjébe (1947). 1948 őszén több csapattársával együtt átigazolt a Dinamo Kijev-hez. (Az ungváriak közül az év nyarán elsőként Láver György ment át a fővárosi elitklubhoz. Két hónappal később őt követte korábbi csapattársa Fábián János, ősszel pedig - a labdarúgás történetében egyedülálló módon - a Szpartak további hét oszlopos tagja is átigazolt a kijevi sztárcsapatba, nevezetesen: Tóth Dezső, Mihalina Mihály, Juszt Ernő, Gazsó László, Szengetovszkij Zoltán, Godnicsák László és ifj. Györffy Zoltán. Ehhez, a magyar és csehszlovák labdarúgóiskolán felnövő, fiatal kárpátaljai tehetségekből álló csoporthoz két év múlva csatlakozott a munkácsi születésű Popovics Tibor is.) A Dinamo utánpótlás kerete már 1949-ben kis-aranyérmeket szerzett az első ízben kiírt, a a szovjet tartalékcsapatok közötti országos bajnokságon. Ebből az országos sikerből ő is kivette a részét, tíz éven keresztül elismert tagja volt a kijevi nagy-csapatnak, és kiemelkedő eredményeket ért el országos és nemzetközi szinten, nevezetesen: 1952-ben ezüst érmes lett a szovjet bajnokságban, 1954-ben pedig az ukrán klubok közül elsőként a csapatával elnyerte a szovjet kupát. 1959-ben fejezte be aktív pályafutását, de a labdarúgással nem hagyott fel és egészen nyugdíjazásáig a fővárosi csapatnál dolgozott különböző beosztásokban.

### Edzőként
A kijevi Dinamonál eleinte a vezetőedző asszisztense lett (1960-1973), később a csapat sportigazgatója volt (1977-1984), majd öt év múlva ismét ő kapta meg az asszisztensi állást (1989-1991). Időközben az 1974—1976, az 1985—1987 és az 1993—1995 közötti időszakban a helyi sportiskolában a fiatal labdarúgók felkészítésével foglalkozott. Irányítása alatt a különböző labdarúgócsapatokban több tucatnyi olyan, később híressé vált játékost készítettek fel, akik tovább öregbítették Kijev és Kárpátalja hírnevét az országban és a világban, és akik Ukrajna és más országok elit klubjaiban folytatták rendkívül eredményes pályafutásukat, nevezetesen: Muntján Vladimir, Medvigy Ferenc, Szabó József, Turjancsik Vaszil, Reskó István, Burják Leonid, Veremejev Vladimir, Jevgen Rudakov, Luzsnij Oleg, Havasi András, Dikovec János és mások. A hetvenes évek közepén tagja volt a szovjet nemzeti U-18-as válogatott edzői stábjának, 1995-től pedig az ukrán második osztályban szereplő Dinamo Kijev-3 labdarúgócsapatnak az edzője volt. A labdarúgás fejlesztése terén a több mint hat évtizeden keresztül végzett kimagasló érdemeit elismerte az ország, amikor 2004-ben Ukrajna államelnökétől átvehette a Szolgálati érdemérem 2. fokozatát.

## Sikerei, díjai
Ukrajna
- ’’Az év labdarúgója Ukrajnában’’
  - 1. hely (2): 1955, 1956
  - 2. hely (3): 1953, 1954, 1957
- ’’Ukrajna érdemes labdarúgóedzője’’ kitüntető cím: 1961

Szovjetunió
- Szovjet tartalékcsapatok bajnoksága
  - bajnok (12): 1949, 1963, 1965, 1966, 1968, 1972, 1977, 1980, 1981, 1982, 1983, 1990
- Szovjet bajnokság
  - 1. hely (8): 1961, 1966, 1967, 1968, 1971, 1980, 1981, 1990
  - 2. hely (8): 1952, 1960, 1965, 1969, 1972, 1973, 1978, 1982
  - 3. hely (2): 1979, 1989
- Szovjet kupa
  - győztes (7): 1954, 1964, 1966, 1978, 1985, 1987, 1990
  - kupadöntős (1): 1973
- ’’Szovjet sportmester’’ kitüntető cím: 1959
- ’’33 legjobb szovjet labdarúgó listája’’
  - 2. számú lista (1): 1957
  - 3. számú lista (2): 1955, 1956

## Fordítás
- Ez a szócikk részben vagy egészben  a   Mychajło Koman című lengyel Wikipédia-szócikk ezen változatának fordításán alapul.  Az eredeti cikk szerkesztőit annak laptörténete sorolja fel. Ez a jelzés csupán a megfogalmazás eredetét és a szerzői jogokat jelzi, nem szolgál a cikkben szereplő információk forrásmegjelöléseként.